# Neckarbischofsheim
Neckarbischofsheim este un oraș din landul Baden-Württemberg, Germania. Se află la o altitudine de 171 m deasupra nivelului mării. Are o suprafață de 26,4 km². Populația este de 4.213 locuitori, determinată în 31 decembrie 2023, prin actualizare statistică[*].